# Református palota (Szeged)
A szegedi Református palota a belváros egyik meghatározó épülete. A Tisza Lajos körút és a Kálvin tér határán fekvő ötszög alakú telekre építendő ház megtervezésére 1909-ben kérte fel Magyar Edét, a korszak egyik meghatározó építészét a református egyház. Magyar két, egymástól V alakban távolodó háromemeletes, szecessziós jegyeket hordozó épülettömböt tervezett. A két épületszárny közötti V alakú helyen az épület földszintes bejárata kapott helyet. A református palota eredeti szerepköre az volt, hogy a benne található lakások mellett otthont adjon a református népiskolának, illetve a Kálvin téri református egyházközösség parókiájának. A főbejárat fölötti terasz kőkorlátait éneklő gyerekek szobrai díszítik. A Tisza Lajos körútra néző épületrész homlokzatának színes mozaikképén a magvető alakja tűnik föl, a Kálvin tér felé néző épületrészen az arató látható.
Sokáig a palota előtti téren működött a borpiac és a gyékénypiac. A palota lakója volt Gelei József és Bartucz Lajos akikre a bejárat mellett elhelyezett emléktáblák emlékeztetnek. Az épületet Szeged városa 1953. március 8-án államosította, a református egyházi szervezetek azonban az épületben maradhattak. A Szegedi IKV 1986-ban kezdett hozzá az épület tatarozásához, amely egészen 1991-ig elhúzódott.
Napjainkban a palota földszinti helységeit gyógyszertárak bérlik, az emeleteken lakások és irodák találhatóak.